# Aubrit
Aubrit ali enstatitni ahondrit je vrsta meteorita iz skupine ahondritov.

Imenujejo se po meteoritu z imenom Aubre, ki je padel na Zemljo leta 1836 v bližini Nyonsa v Franciji. Sestavljeni so v glavnem iz ortopiroksenega enstatita. Zaradi tega jih imenujejo tudi enstatitni ahondriti. Magmatski izvor jih loči od preprostih ahondritov, kar pomeni, da so nastali v asteroidu.

Aubriti so svetli z rjavkasto skorjo. Večina aubritov je brečastih tako, da izgledajo kot da imajo lunarni izvor.
Sestavljeni so iz velikih belih kristalov, ki imajo malo železa in ortopiroksen z veliko magnezija ali pa enstatit. V tej osnovi imajo manjše faze olivina, zlitine niklja in železa ter troilita (železov sulfid).
Breča v skoraj vseh aubritih kaže na dinamično zgodovino starševskega telesa. Primerjava spektrov aubritov in asteroidne družine Nisa (asteroidi tipa E), kaže na veliko podobnost spektrov. Med člani te družine bi lahko bil asteroid 3103 Eger  starševsko telo za aubrite.